# Sociedad del conocimiento
La sociedad del conocimiento es una innovación de las tecnologías de la información y las comunicaciones en la que el incremento en las transferencias de la información modifica en muchos sentidos la forma en que se desarrollan muchas actividades en la sociedad moderna. Desarrolla la capacidad de tomar información y darle un significado, ya que ésta, por sí misma, no produce conocimiento; y a partir de esto se puede producir saber. La sociedad de la información, antecede a la sociedad del conocimiento.
Fue utilizada por primera vez por el filósofo de la gestión empresarial Peter Drucker, cuyas ideas fueron decisivas en la creación de la corporación moderna, y quien previamente había acuñado el término "trabajador del conocimiento" y hoy es considerado el padre del management como disciplina. En la década 1990-2000 su visión fue profundizada en una serie de estudios. [cita requerida]
Las sociedades del conocimiento emergen de la implantación de las tecnologías de información y comunicación (TIC) en la cotidianidad de las relaciones sociales, culturales y económicas de las comunidades y, de forma más amplia, eliminando las barreras de espacio y tiempo que existen entre ellas, así como facilitando una comunicación ubicua.
La eficacia de estas nuevas tecnologías -actuando sobre elementos básicos de la persona como el habla, el recuerdo o el aprendizaje-, modifica en muchos sentidos la forma en la que es posible desarrollar actividades propias de la sociedad moderna.
La diferencia de la sociedad del conocimiento y la sociedad de la información radica en que la información no es lo mismo que el conocimiento. Siendo la información un instrumento del conocimiento, se compone de hechos y sucesos, que a su vez son aquellos elementos que obedecen principalmente a intereses comerciales. El conocimiento es aquel que puede ser comprendido por cualquier mente humana razonable y se define como la interpretación de dichos hechos dentro de un contexto, encaminada a alguna finalidad.
Una sociedad del conocimiento se diferencia de una sociedad de la información en que la primera sirve para transformar la información en recursos que permiten a la sociedad tomar medidas efectivas, mientras que la segunda solo crea y difunde los datos en bruto.
En palabras de Francisco Javier Quiroz Waldez, el siglo XXI se presenta asomando el rostro de un nuevo paradigma de sociedad, un modelo donde la información entendida como conocimiento acumulado de forma comunicable aparece como el cimiento del desarrollo económico, político y social. El proceso de transformación hacia este modelo –se afirma– es irreversible. El avance tecnológico faculta al ser humano para hacer provecho de datos, información y conocimiento en formas, modos o maneras sin precedentes, propiciando un intercambio científico, cultural y técnico a escala mundial, pasando sobre las barreras geográficas, las divisiones políticas y las de tiempo.
Para la UNESCO "el concepto pluralista de sociedades del conocimiento va más allá de la sociedad de la información ya que apunta a transformaciones sociales, culturales y económicas en apoyo al desarrollo sustentable. Los pilares de las sociedades del conocimiento son el acceso a la información para todos, la libertad de expresión y la diversidad lingüística". La UNESCO, en virtud de sus ámbitos de competencia, cuenta con unos conocimientos técnicos y una experiencia inestimables para hacer frente a un desafío de esta envergadura.

## Importancia de la sociedad del conocimiento
La sociedad del conocimiento está involucrada en las actividades económicas, sociales, y culturales. También es conocida como el recurso principal que se crea, comparte y utiliza para la prosperidad de sus miembros. Este concepto es el factor de la producción que dirige a la economía y desarrollo social (tiene valor). Por ello es comprensible, la evolución de la humanidad a través de los avances en el ámbito. Por lo tanto es importante tener en cuenta que el contexto mundial es cambiante, indicando que este concepto es refutable.

## Educación en la sociedad del conocimiento
La educación es eje vertebral y rector que permitirá pasar de la sociedad de la información hacia una sociedad del conocimiento más justa y democrática; de ahí que la formación permanente y el logro de la independencia cognoscitiva debieran estar entre sus objetivos centrales.
La educación debe jugar un papel fundamental en la sociedad del conocimiento al garantizar el acceso a la educación, información y libertad de expresión, formando individuos con calidad humana que contribuyan al desarrollo económico, político y social. En la sociedad del conocimiento, el profesor se convierte en un facilitador que guía al estudiante en el proceso de enseñanza y aprendizaje, promoviendo actividades que fomenten la construcción de conocimientos y su aplicación práctica. El estudiante asume un papel activo, analizando y procesando la información para lograr un aprendizaje significativo en lugar de simplemente memorizarla.

## Surgimiento del concepto
La noción de "sociedad del conocimiento" surgió en 1969 cuando Peter Drucker escribió el libro "La era de la discontinuidad" en donde destaca la necesidad y su enfoque es bien claro a generar una teoría económica de colocar al conocimiento en el centro de la producción de la riqueza, y a su vez señalaba que lo más importante no era la cantidad del conocimiento, más bien su productividad. El libro es empleado particularmente en medios académicos como alternativa al concepto de "sociedad de la información". La UNESCO, en particular, ha adoptado la expresión "sociedad del conocimiento", o su variante "sociedades del saber", dentro de sus políticas institucionales. Ha desarrollado una reflexión en torno al tema, que busca incorporar una concepción más integral, no en relación únicamente con la dimensión económica.
A partir de esta época y hasta finales de los años 1970, los cambios en la sociedad moderna destacaron tres aspectos importantes: primero, la expansión de las actividades de investigación en ámbitos estatales y privados fueron la base principal de la cientificación de una parte de sectores industriales. Segundo: simultáneamente a esto, se impulsó la expansión de los sectores del servicio en donde se incrementaron las actividades económicas basadas en el conocimiento. Consecuentemente, la estructura profesional estaba trazada por los trabajadores del conocimiento profesionalizados y con una cualificación académica.
La sociedad del conocimiento debe ser considerada como una nueva era, la cual promete cambios principalmente en instituciones educativas que deben encontrar la forma de incorporar tecnologías en los procesos de enseñanza aprendizaje, para lograr un nuevo y mejor conocimiento

### Saber frente a conocimiento
Un matiz en este debate, es la distinción entre sociedad del "conocimiento" o del "saber", términos ambos que proceden del término inglés knowledge society. La noción de saberes sugiere certezas más precisas, prácticas o de contenido tecnológico y analítico, mientras que conocimiento abarca una comprensión más global u holística.
André Gorz considera que los conocimientos se refieren a contenidos formalizados, objetivados, que no pueden, por definición, pertenecer a las personas... El saber está hecho de experiencias y de prácticas que se volvieron evidentes, intuitivas y costumbristas.
Para Gorz, la inteligencia cubre toda la gama de capacidades que permite combinar saberes con conocimientos. Sugiere, entonces, que knowledge society se traduzca por sociedad de la inteligencia.
En todo caso, por lo general, en este contexto se utiliza indistintamente sociedad del conocimiento o del saber, si bien en español conocimiento parece ser más usual, debido al efecto de los medios de comunicación.

## Visiones acerca de la sociedad del conocimiento

### Adam Smith, Peter Drucker y la sociedad del conocimiento
En su libro de 1966 titulado The Effective Executive (traducido al castellano como "El Ejecutivo Eficaz"), Peter Drucker acuñó el término "trabajador del conocimiento" y más adelante en su carrera consideró que la productividad del trabajador del conocimiento sería la próxima frontera del management. Unos años después, en 1969 Drucker, en su libro más conocido, La era de la discontinuidad, escribió una sección sobre “la sociedad del conocimiento”, basándose en los datos y proyecciones de Machlup. Drucker añadió que, a finales de los 1970, el sector del conocimiento generaría la mitad del PIB. En 1970, el tema del encuentro anual de la American Society for Information Science era “la Sociedad de la Información-Consciente”, y un artículo presentado trató sobre “el Advenimiento de la Sociedad de la Información”. En 1993, escribió su libro Post-Capitalist Society (La Sociedad post capitalista), en el que destacaba la necesidad de generar una teoría económica que colocara al conocimiento en el centro de la producción de riqueza.
Para Drucker, las nuevas tecnologías de la información y la comunicación, que acompañan a la sociedad de la información y la sociedad del conocimiento, están transformando radicalmente las economías, los mercados y la estructura de la industria, los productos y servicios, los puestos de trabajo y los mercados laborales. El impacto es mayor, según él, en la sociedad y la política, y, en conjunto, en la manera en que vemos el mundo y a nosotros mismos. No olvidemos que nos encontramos, en estos momentos (2012), en los albores del modelo de empresa (mal llamada) multinacional (transnacional), que atraviesa fronteras- que se extendería por todo el globo como paradigma de la economía más avanzada.
Drucker señalaba que lo más importante no era la cantidad de conocimiento, sino su productividad. En este sentido, reclamaba para una futura sociedad, para una sociedad de la información en la que el recurso básico sería el saber, que la voluntad de aplicar conocimiento para generar más conocimiento debía basarse en un elevado esfuerzo de sistematización y organización.
Drucker afirmaba que sería una sociedad en la que la gestión empresarial cambiaría radicalmente su relación con sus trabajadores del conocimiento, pues estos últimos estarían mucho menos necesitados de instituciones empresariales e incluso de la tradicional gestión del conocimiento, mientras que las empresas si estarían realmente necesitadas de los trabajadores.
Así pues, el discurso de Peter Drucker, al combinar la sociedad del conocimiento y el concepto de Global Shopping Center (el "centro comercial global"), trata de explicar el desarrollo de las empresas de talla mundial y el auge de las industrias.
Así como también, Ester Schiavo prefiere la denominación Sociedades del Conocimiento porque considera que este término da cuenta de la complejidad de los cambios que se van produciendo constantemente en este paradigma, además de ser una denominación más integradora, en la que se incluyen dimensiones de transformación cultural, política, social, científica, tecnológica, económica e institucional. El término en plural "sociedades" da cuenta de una diversidad, en cambio de la falacia de creer que existe una sola sociedad global.
Las redes de información habrían de generar un mercado perfecto, que se autorregularía per se, en la tradición de la "mano invisible" de Adam Smith, al menos en términos de bienes inmateriales, ya que los bienes físicos seguirían sujetos a las mismas limitaciones de siempre.

## Internet en la sociedad del conocimiento
Internet forma parte del desarrollo natural de un proyecto más ambicioso como son las grandes autopistas de información, no es menos cierto que en su campo (medio objetivo), ya están aflorando todas las preocupaciones y cuestionamientos que hemos venido tratando a lo largo de este escrito.
La red de redes, como hoy se conoce a la Internet, surgió en diciembre de 1969 como una red experimental (ARPANET), que conectaba entre sí los centros de información de tres universidades norteamericanas y el Instituto de Investigaciones de Stanford.
A finales de la década de los 1980, la Fundación Americana de la Ciencia (NSF) puso en funcionamiento la red denominada NSFnet, con el propósito de permitir que las universidades y centros de investigación pudieran hacer uso de sus grandes computadoras. Estas conexiones comenzaron a utilizarse para el envío de correo electrónico, transferencia de datos y archivos, constituyéndose, de esta forma, en la columna vertebral de Internet, que como sabemos es hoy el fundamento de la Infraestructura Global de Información.
En la Internet es donde adquiere connotación práctica toda la problemática que generan las categorías conceptuales "información", "conocimiento" y "cultura" dentro de un entorno digital.

## Definición
La Web 2.0 es la representación de la evolución de las aplicaciones tradicionales hacia aplicaciones web enfocadas al usuario final. El Web 2.0 es una actitud y no precisamente una tecnología.
La Web 2.0 es la transición que se ha dado de aplicaciones tradicionales hacia aplicaciones que funcionan a través de las webs enfocadas al usuario final. Se trata de aplicaciones que generen colaboración y de servicios que reemplacen las aplicaciones de escritorio.
Es una etapa que ha definido nuevos proyectos en Internet y está preocupándose por brindar mejores soluciones para el usuario final. Muchos aseguran que hemos reinventado lo que era el Internet, otros hablan de burbujas e inversiones, pero la realidad es que la evolución natural del medio realmente ha propuesto cosas más interesantes como lo analizamos diariamente en las notas de actualidad.
Y es que cuando el web inició, nos encontrábamos en un entorno estático, con páginas en HTML que sufrían pocas actualizaciones y no tenían interacción con el usuario.
El término de Web 2.0 fue utilizado para referirse a una segunda generación en la historia del desarrollo de la tecnología WEB basada en comunidades de usuarios y una extensa gama de servicios, como las redes sociales, los blogs, los wikis que fomentan la colaboración y el intercambio ágil de información dentro de los usuarios de la comunidad o red social.

## Ética y crítica de la sociedad del conocimiento
No se debería interpretar que el concepto "sociedad del conocimiento" describe una sociedad como la actual.
Este concepto es más bien la formulación de una utopía, descrita como una etapa posterior a la era de la información, y a la que se llegaría utilizando tanto los medios tecnológicos, como la instrucción o educación universal y la humanización de las sociedades actuales.
La instrucción de las sociedades debería realizarse enfocándose en las técnicas y criterios para tratar la información disponible con discernimiento y espíritu crítico.

## Regulación
A nivel de la Unión Europea, cabe citar la regulación jurídica que establece la Directiva 2000/31/CE del Parlamento Europeo y del Consejo, de 8 de junio de 2000, relativa a determinados aspectos jurídicos de los servicios de la sociedad de la información, en particular el comercio electrónico en el mercado interior (Directiva sobre el comercio electrónico).

## Conclusión
La sociedad de la información viene a ser una consecuencia de la sociedad industrial. Esta tiene su auge en la industrialización de las ciudades, a consecuencia surge la necesidad de poder administrar la información, esto cuando surge la computadora. Al igual que la sociedad de la información, la sociedad del conocimiento nace luego de la sociedad capitalista, con fines más amplios que la sociedad de la información, y basada en el compartimiento de conocimientos a través de las distintas tecnologías de comunicación.
Ambas sociedades son soportadas o apoyadas en gran manera por el concepto de Web 2.0. Ya que se sabe que dicho término es una actitud y no una tecnología. Las redes sociales, los wikis, entre otros servicios de la web 2.0, se han podido concretar los aspectos más importantes de las sociedades del conocimiento y de la información.